# Улан-Зуха (Яшкульський район)
Улан-Зуха (калм. Улан Зуух - букв. "червона яма") — річка в Яшкульском районі Республіки Калмикія. Згідно державному водному реєстру довжина річки-23 км,площа водозбірного басейну — 0 км². Згідно з відомостями, включеним в Схему комплексного використання і охорони водних об'єктів безстічних районів межиріччя Терека, Дону і Волги - 102,6 км.Площа водозбірного басейну - 682 км². Відноситься до Західно-Каспійського басейнового округу.

## Фізико-географічна характеристика
Річка Улан-Зуха бере початок в межах Ергенінської височини злиттям річок Бурат-Сала і Шарин-Сала. Від витоку і до селища Улан Зуух тече переважно із заходу на схід, нижче поступово повертає на південний схід. Втрачається в урочищі Цаган-Усн.
Як і інших річок безстічної області Західно-Каспійського басейну, основна роль в формуванні стоку річки Улан-Зуха належить опадам, що випадають у холодну пору року. Внаслідок значного випаровування в весняно-літній період роль дощового впитування невелика. Як правило, весь стік проходить навесні протягом 30 - 50 днів, іноді цей термін скорочується до 10 днів.
Середньорічна витрата води - 0,12 м³ / с. Обсяг річного стоку - 3,86 млн м³.
За ступенем мінералізації вода річки оцінюється як сильно солонувата. Мінералізація води - 7,2 г/л, каламутність - 41 мг/л. Забір води з річки не провадиться. За ступенем забруднення оцінюється як брудна, що не придатна для господарсько-питного, побутового та рекреаційного використання. Використання в промислових цілях не проводиться. Нижче траси Черноземельского магістрального каналу підживлюється водами Черноземельскої зрошувально-обводнювальних систем